# Serinus atrogularis
Serinus atrogularis là một loài chim trong họ Fringillidae.